# Космос 238
Космос-238 е съветски безпилотен космически кораб от типа „Союз“. Това е кораб № 9 от модификацията Союз 7К-ОК. Това е последният от серията тестови полети на модификацията, проведени след катастрофата на Союз 1 и гибелта на Владимир Комаров.

## Полет
Корабът е изстрелян на 28 август 1968 г. в 10:04 часа. По време на продължилия почти 4 денонощия полет са извършени тестове на всички системи на кораба. Мисията приключва успешно.
Резултатите от полета показват, че е достигната задоволителна ефективност на бордните системи, а особено парашутната система, довела до катастрофата на Союз 1. В следващата мисия вече участват безпилотния Союз 2 и пилотирания Союз 3.